# Halme longipilis
Halme longipilis là một loài bọ cánh cứng trong họ Cerambycidae.